# Silverstoet
Silverstoet är en årlig travtävling för tvååriga ston som körs under hösten på Axevalla travbana utanför Skara. Loppet har körts varje år sedan 1980, och har idag en prissumma på 100 000 kronor. Bland tidigare vinnare av loppet märks namn som Felicity Shagwell och Grande Diva Sisu.
Loppet körs över en distans på 1640 meter med autostart.

## Vinnare
| År   | Vinnare           | Kusk                  | Tränare               | Odds  | Tid     |
| ---- | ----------------- | --------------------- | --------------------- | ----- | ------- |
| 2024 | Precious Steel    | Johan Untersteiner    | Johan Untersteiner    | 2.61  | 1.14,2a |
| 2023 | R.K.Fade          | Björn Goop            | Jasmine Ising         | 3.24  | 1.15,5a |
| 2022 | Pearl Lane        | Roger Malmqvist       | Roger Malmqvist       | 4.93  | 1.15,1a |
| 2021 | Global Diplomacy  | Johan Untersteiner    | Johan Untersteiner    | 3.63  | 1.15,4a |
| 2020 | Glorious U.M.     | Ulf Ohlsson           | Svante Båth           | 1.30  | 1.16,4a |
| 2019 | Florist           | Kevin Oscarsson       | Jim Oscarsson         | 29.54 | 1.17,0a |
| 2018 | Grande Diva Sisu  | Per Nordström         | Per Nordström         | 1.97  | 1.15,2a |
| 2017 | Felicity Shagwell | André Eklundh         | André Eklundh         | 1.40  | 1.14,8a |
| 2016 | Current Affair    | Björn Goop            | Tomas Malmqvist       | 1.50  | 1.15,6a |
| 2015 | Gladys Boko       | Joakim Lövgren        | Joakim Lövgren        | 6.65  | 1.15,9a |
| 2014 | Missing Link      | Björn Goop            | Tomas Malmqvist       | 1.64  | 1.16,4a |
| 2013 | Kickans Girl      | Roger Pettersson      | Christer Jonsson      | 23.62 | 1.16,9a |
| 2012 | Acai Am           | Roger Malmqvist       | Roger Malmqvist       | 3.44  | 1.16,0a |
| 2011 | Walk a Mile       | Tony Wallin           | Diederik Meilink      | 2.08  | 1.16,3a |
| 2010 | Elsa Tooma        | Jennifer Tillman      | Tommy Hanné           | 11.13 | 1.15,7a |
| 2009 | Mahagony          | Per Lennartsson       | Per Lennartsson       | 1.86  | 1.16,6a |
| 2008 | Gloire d'Inverne  | Björn Goop            | Terje Melnäs          | 10.94 | 1.16,4a |
| 2007 | Ivory Tilly       | Björn Goop            | Per Engblom           | 5.56  | 1.16,7a |
| 2006 | Filoxenia Light   | Per Lennartsson       | Per Lennartsson       | 2.83  | 1.16,9a |
| 2005 | Stargirl          | Nicolaj Andersen      | Roy Bendz             | 1.71  | 1.17,3a |
| 2004 | Diamant           | Olle Larsson          | Olle Larsson          | 6.84  | 1.15,4a |
| 2003 | Enjoy My Face     | Jörgen Sjunnesson     | Lutfi Kolgjini        | 4.28  | 1.15,3a |
| 2002 | Anacott Steel     | Steen Juul            | Gordon Dahl           | 7.36  | 1.16,5a |
| 2001 | Sembs Echo Lake   | Jörgen Sjunnesson     | Peter U. Andersson    | 3.10  | 1.16,0a |
| 2000 | Wings and Things  | Erik Berglöf          | Erik Berglöf          | 5.20  | 1.16,7a |
| 1999 | Volita du Ling    | Tommy Hanné           | Tommy Hanné           | 1.08  | 1.19,0a |
| 1998 | Sweet Sound       | Lutfi Kolgjini        | Lutfi Kolgjini        | 2.61  | 1.17,4a |
| 1997 | Pine Princess     | Bo Eklöf              | Nils Sylvén           | 2.72  | 1.17,0a |
| 1996 | Pay Love          | Olle Elfstrand        | Olle Elfstrand        | 2.65  | 1.18,8a |
| 1995 | Bolets Elena      | Erik Berglöf          | Bengt-Åke Angel       | 3.52  | 1.17,1a |
| 1994 | Some Like It Hot  | Håkan K. Persson      | Mikael Fellbrandt     | 6.23  | 1.17,3a |
| 1993 | Florida Fly       | Olle Goop             | Jan-Evert Ström       | 1.91  | 1.18,2a |
| 1992 | Nilema Vic        | Erik Berglöf          | John-Erik Magnusson   | 15.37 | 1.18,5a |
| 1991 | La Promessa       | Olle Goop             | Olle Goop             | 1.26  | 1.17,9a |
| 1990 | Superina Pons     | Sven-Gunnar Andersson | Sven-Gunnar Andersson | 8.47  | 1.19,2a |
| 1989 | Good Golly        | Jim Oscarsson         | Jim Oscarsson         | 7.75  | 1.19,4a |
| 1988 | Cascades Girl     | Tommy Hanné           | Tommy Hanné           | 2.23  | 1.17,4a |
| 1987 | Eva Gazeau        | Hans-Olof Lundgren    | Hans-Olof Lundgren    | 1.34  | 1.17,7a |
| 1986 | Veuve Clicquot E. | Bruno Svensson        | Bruno Svensson        | 2.18  | 1.20,7a |
| 1985 | Evita Noon        | Roger Grundin         | Roger Grundin         | 2.12  | 1.18,3a |
| 1984 | Honey Garcia      | Bo Näslund            | Bo Näslund            | 7.65  | 1.19,9a |
| 1983 | Lina On Line      | Sören Norberg         | Sören Norberg         | 2.76  | 1.21,1a |
| 1982 | Miss Snakie       | Carl Sjögren          | Carl Sjögren          | 9.19  | 1.20,4a |
| 1981 | Dark Laday        | Sören Norberg         | Sören Norberg         | 1.29  | 1.21,0  |
| 1980 | Gunda Råby        | Ingemar Schelin       | Ingemar Schelin       | 1.84  | 1.23,9  |